# I Are Debut
I Are Debut är den svenska rockgruppen I Are Droids debutalbum, utgivet 2008.

## Låtlista
1. "Bring Your Machines"
2. "Before the Fall"
3. "Blood & Ether"
4. "Time on Time"
5. "Sevenfold"
6. "Like a Whiteout"
7. "In Your Eye"
8. "Never Known"
9. "Guided by Flies"

## Mottagande
Skivan mottog blandade recensioner och snittar på 3,2/5 på Kritiker.se, baserat på fem recensioner.

### Fotnoter
1. ↑  ”I Are Debut”. Discogs.com. http://www.discogs.com/I-Are-Droid-I-Are-Debut/release/3275939. Läst 6 april 2012.
2. ↑  ”I Are Debut”. Kritiker.se. https://kritiker.se/skivor/i-are-droid/i-are-debut/. Läst 6 april 2012.